# La última tentación
La Última Tentación (también conocido por el acrónimo LUT) fue un programa chileno del tipo late show. Se transmitía por Chilevisión, los jueves a las 22.00 horas. Era inicialmente conducido por el periodista y comentarista deportivo Aldo Rómulo Schiappacasse en 2003 y 2004, y después por el también periodista deportivo Felipe Bianchi en 2005. Consistía principalmente en un set de entrevistas generalmente a personas de la farándula. 
Su gran suceso fue enfrentar el 29 de noviembre de 2005, luego de diez años, a los hijos de Augusto Pinochet y Manuel Contreras, Augusto Pinochet Hiriart y Manuel Contreras Valdebenito, respectivamente, en el cual se esperaba en el que se culparan mutuamente por las violaciones a los derechos humanos durante la dictadura militar de sus padres; sin embargo, mostraron afinidad e incluso concordancia por lo ocurrido en ese periodo, donde Contreras declaró que: El gran error de Pinochet fue entregar el poder. 
A pesar de la línea editorial de Chilevisión, La última tentación  entrevistó a diversos personajes de la "fauna farandulera", como travestis de un circo temático, entre otros.